# اتوکلاو

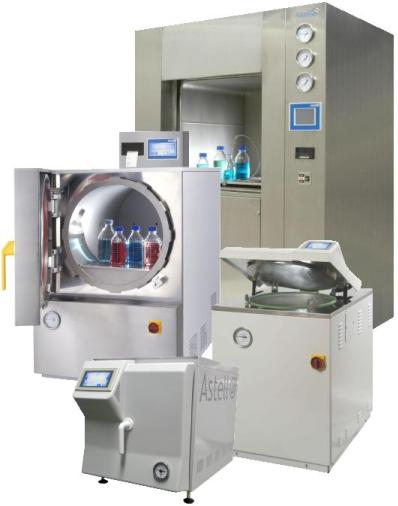
انواع اتوکلاو که جهت استریل کردن تجهیزات آزمایشگاهی، پزشکی و… استفاده می‌شود.

اتوکلاو (به فرانسوی: Autoclave) وسیله‌ای برای استریل کردن ابزار پزشکی و آزمایشگاهی در فشار و دمای بالا و با استفاده از بخار آب است.
اتوکلاو دندان پزشکی برای انجام استریلیزاسیون و در صنایع شیمیایی برای به عمل آمدن پوشش‌ها و ولکانش لاستیک و سنتز هیدروترمال مورد استفاده قرار می‌گیرند.از اتوکلاوهای صنعتی در کاربردهای صنعتی به‌خصوص در مورد کامپوزیت‌ها استفاده می‌شود. ابعاد این وسیله از اندازه آزمایشگاهی که معمولاً به شکل یک استوانه دردار است تا ابعاد صنعتی که طول آن به ۱۵ متر می‌رسد متغیر است. این وسیله توسط میکروبیولوژیست فرانسوی چارلز چمبرلن در سال ۱۸۷۹ اختراع شد.
واژه اتوکلاو از ترکیب دو واژه (auto-) در زبان یونانی به معنی خودکار و (clavis) در زبان لاتین به معنی کلید تشکیل شده‌است.
بسیاری از اتوکلاوها برای استریل کردن تجهیزات و لوازم مورد استفاده قرار می‌گیرند که با قرار دادن آن‌ها به مدت ۱۵ تا ۲۰ دقیقه (بسته به حجم بار و محتویات) در معرض بخار اشباع ۱۲۱ درجه سلسیوس (۲۴۹ درجه فارنهایت) این کار انجام می‌شود.

## کاربردها
اتوکلاوهای استریل سازی به‌طور گسترده‌ای در میکروبیولوژی، پزشکی، پودیاتری، خالکوبی، سوراخ‌کاری بدن، داروهای دامپزشکی، قارچ‌شناسی، عمل جراحی، دندانپزشکی و ساخت پروتز استفاده می‌شوند. آنها بسته به اندازه چیزی که استریل می‌کنند در اندازه و عملکرد متفاوت هستند و گاهی در صنایع شیمیایی و مواد غذایی قرع نیز نامیده می‌شوند.
بارهای معمول شامل ظروف آزمایشگاهی، تجهیزات و زباله، ابزار جراحی و زباله‌های پزشکی است.
کاربرد جدید فزاینده ای از اتوکلاوها، عملیات پیش-دفع و استریلیزاسیون مواد زائد مانند زباله‌های بیمارستانی است. اتوکلاو امحای زباله عمدتاً تحت همان اصول اتوکلاوهای معمولی عمل می‌کنند که قادر به خنثی کردن عوامل بالقوّه عفونی با استفاده از بخار آب در فشار بیش از حد است. نسل جدیدی از مبدل‌ها موجود است که می‌توانند ضایعاتی مانند رسانه‌های کشت، مواد لاستیکی، لباس، پانسمان، دستکش و غیره را بدون داشتن مخزن فشار استریل کنند. این امر به ویژه در مورد موادّی که نمی‌توانند دمای بالای یک اجاق گاز را تحمّل کنند بسیار حائز اهمّیّت است.
در صنعت: از این دستگاه در صنایع شیمیایی برای خشک کردن پوشش‌ها و ولکانش لاستیک و سنتز هیدروترمال استفاده می‌شود. همچنین اتوکلاو در صنایع کامپوزیت، کاربردهای فراوانی دارد.

## کلاس بندی اتوکلاو

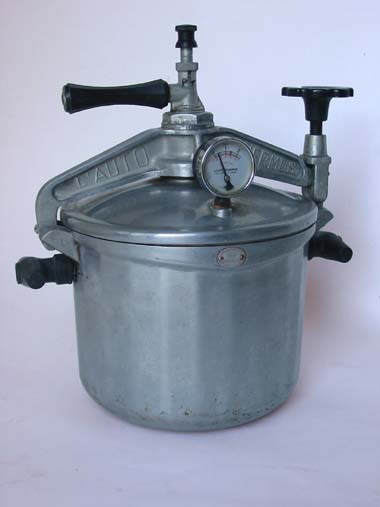
یک اتوکلاو در سایز کوچک

اتوکلاو کلاس N یا اتوکلاو سطلی: اتوکلاوهای سطلی ظاهری شبیه به زودپز دارند و می‌توانند شیشه آلات آزمایشگاه و وسایل فلزی و موادی محیط متخلخل نباشند را می‌تواند در مدت زمان مشخصی در دمای حدود ۱۲۰ درجه سلسیوس و فشار ۱٫۲ bar استریل کند
اتوکلاو کلاس B یا اتوکلاو دندانپزشکی: این دسته از اتوکلاوها دارای سیستم‌ها پیشرفته پری وکیوم و سیستم فشار و دمای بالا برای استریل سریع مواد می‌باشد. در این مدل از اتوکلاوها می‌توان محیط متخلخل را نیز استریل کرد. اتوکلاوهای دندانپزشکی سیکل سریع دارند و می‌توانند در حدود ۱۰ دقیقه ست جراحی و مواد را استریل کنند.
کلاس S: کار هر دو کلاس قبلی را انجام می‌دهد.

## حذف هوا از مخزن
بسیار مهم است که اطمینان حاصل شود قبل از فعال شدن اتوکلاو تمام هوای داخل محفظه از آن خارج شود، چرا که هوا یک عامل بسیار ضعیف در استریل کردن است. بخار در دمای ۱۳۴ درجه سلسیوس می‌تواند در مدت سه دقیقه همان سطح استریلی را به دست آورد که هوای گرم ۱۶۰ درجه سلسیوس می‌تواند در دو ساعت به آن سطح برسد. روش‌های حذف هوا عبارتند از:
جابجایی به سمت پایین (یا نوع گرانشی): بخار پس از وارد شدن به محف‍ظه، ابتدا مناطق بالایی را پر می‌کند، چرا که چگالی آن کمتر از هوا است. این فرایند هوا را به پایین فشرده می‌کند، و آن را از طریق تخلیه ای که اغلب شامل سنسور دما است، بیرون می‌کند. تنها زمانی که تخلیه هوا کامل شود، عمل تخلیه متوقف می‌شود. جریان معمولاً توسط یک تله بخار یا یک شیر برقی کنترل می‌شود، اما گاهی نیز از سوراخ‌های تخلیه استفاده می‌شود که اغلب با یک شیر برقی همراه است. مادامی که بخار و هوا مخلوط می‌شوند، می‌توان مخلوط را از مکان‌هایی غیر از پایین به بیرون راند.
پالایش با بخار: رقیق سازی هوا با استفاده از یک سری از پالس‌های بخار، که در آن اتاق به صورت متناوب تحت فشار قرار داده شده و سپس تا فشار اتمسفر کاهش می‌یابد.
پمپ‌های خلاء: یک پمپ خلاء هوا یا مخلوط هوا و بخار را از محفظه خارج می‌سازد.
چرخه بالای اتمسفری: با یک پمپ خلاء به دست می‌آید. این چرخه با ایجاد یک خلاء شروع می‌شود و سپس یک پالس بخار و سپس یک خلاء و سپس یک پالس بخار. تعداد پالس‌ها به اتوکلاو و چرخه انتخاب شده بستگی دارد.
چرخه زیر اتمسفری: شبیه به چرخه بالای اتمسفری است، با این تفاوت که فشار محفظه هرگز بیش از فشار اتمسفر بالا نمی‌رود تا زمانی که فشار محفظه آنقدر بالا برود تا به دمای استریلیزه برسد.

## چرخه استریلیزاسیون
- مرحله ۱: تزریق بخار به درون محفظه جکت جهت گرم شدن چمبر
- مرحله ۲: وکیوم متوالی چمبر اتوکلاو و تزریق بخار به درون آن جهت آماده‌سازی محتویات
- مرحله ۳: زمان نفوذ گرما به درون محتویات چمبر
- مرحله ۴: زمان نگهداری دمای تعیین شده جهت استریل
- مرحله ۵: زمان پایین آمدن دمای محفظه اتوکلاو و تخلیه (وکیوم) داخل چمبر

## کنترل کیفی دستگاه
- تست شیمیایی: عملکرد دما را نمایش میدهد.
- تست بیولوژیک: استفاده از ویال حاوی اسپور باسیلوس یا استئاروترموفیلوس به صورت هفتگی مورد ارزیابی قرار گیرد.